# Celična membrana
Célična membrána (tudi plazmaléma) je tanka, urejena plast fosfolipidnih molekul in proteinov, ki v celoti obkroža notranjost celice in razmejuje protoplazmo od okolice ter selektivno prepušča izbrane snovi. V celicah kvasovk, bakterij in rastlin celično membrano na zunanji strani obdaja še celična stena, ki nudi mehansko oporo. Pri živalskih celicah slednje ni. Zaradi svoje majhne debeline (< 10 nm) lahko celično membrano razločimo le z elektronskim mikroskopom. Ena glavnih nalog membrane je vzdrževanje membranskega potenciala. Izraz biološka (biotska) membrana se nanaša na vse membranske strukture, ki jih najdemo v celicah, in poleg celične membrane med drugim zajema tudi membrane lizosomov, endoplazemskega retikla, jedra, mitohondrijev in rastlinskih plastidov.

## Tekoči mozaik
Glavni članek: Model tekočega mozaika
Struktura in kemijska sestava plazmaleme je enaka strukturi in sestavi membran, ki obkrožajo celične organele in druge znotrajcelične strukture. Osnova je lipidna dvojna plast, membrano kot celoto pa pogosto opisujejo kot »tekoči mozaik«, dvodimenzionalno tekočino lipidnih molekul, ki lahko prosto difundirajo, v njej pa so vgrajeni proteini. Nekateri od proteinov se membrane le dotikajo (ektrinzični proteini), drugi pa so vanjo vgrajeni ali jo celo prebadajo (intrinzični proteini, npr. integralni membranski proteini). Glikoproteini imajo na zunajcelični del vezane verige ogljikovodikov. Sloj ogljikovih hidratov, glikoproteinov in glikolipidov na zunanji strani celične membrane imenujemo glikokaliks. Celice lahko aktivno spreminjajo kemijsko sestavo membrane in s tem vzdržujejo njeno fluidnost ne glede na nihanje temperature. Pri reguliranju fluidnosti membrane so posebej pomembne molekule holesterola.
Membrana se lahko giblje horizontalno (lateralna difuzija), vertikalno (flip-flop način, pri katerem se fosfolipidi iz plazmatskega sloja prenesejo v eksoplazmatski sloj pod vplivom encima fluktaze), posamezni fosfolipidi lahko rotirajo okrog svoje osi. Lateralna difuzija je odvisna predvsem od tipa fosfolipida. Nenasičene maščobne kisline v hidrofobnem repku fosfolipida omogočajo fluidnost membrane, nasičene maščobne kisline pa rigidnost (trdnost) membrane. Temperatura poveča fluidnost membrane (ker se s temperaturo poveča kinetična energija molekul), vendar se to pri homeotermnih organizmih ne dogaja, saj bi z znatnim povečanjem (>45 °C) ali zmanjšanjem (<30 °C) temperatura povzročila koagulacijo ali denaturacijo nekaterih pomembnih proteinov v membrani. Najbolj na fluidnost vpliva vsebnost holesterola, ki se ujame med posamezne fosfolipide. Vsebnost holesterola lahko predstavlja 3 fazne stopnje biološke membrane: 
- SOL stanje (tekoče neurejeno stanje): v membranskem predelu je malo holesterola in mnogo fosfolipidov (razen sfingolipida). Membrana v sol stanju je fluidna, fosfolipidi so neurejeni, ker so predvsem iz nenasičenih maščobnih kislin.
- GEL stanje (tekoče urejeno stanje): v membranskem predelu je mnogo holesterola in mnogo sfingolipidov. Membrana v gel stanju je bolj viskozna, bolj rigidna in želatinozna, ker se holesterol trdno veže med sfingolipide, saj imajo le-ti nasičene maščobnokislinske repke.
- TRDNO stanje: v membranskem predelu je malo holesterola in mnogo sfingolipidov. Trdno stanje nastopi, ker se sfingolipide še trdneje vežejo v celično membrano brez holesterola.

## Membranski transport
Membranski transport lahko poteka direktno skozi lipidni dvosloj (predvsem prenos majhnih nenabitih nepolarnih molekul, kot so O2, CO2, N2 ali benzen), preko kanalčkov (ioni, majhne nenabite polarne molekule, kot so glicerol ali H2O), preko proteinskih prenašalcev (ioni, velike nenabite polarne molekule, kot so glukoza, fruktoza) in preko proteinskih črpalk (ioni). 
Proteinski kanalčki omogočajo prenos le ene snovi preko biološke membrane v smeri koncentracijskega gradienta. Jakost naboja oz. velikost iona vpliva na selektivnost (prepustnost) kanalčka za določen ion. Če bo ion zelo majhen (npr. Na+ ion), se ne bo mogel transportirati preko kanalčka, ker ima velik naboj in s tem bolje privlači nase vezano vodo (hidratacijski ovoj), medtem ko se bo K+ ion lahko prenesel tudi preko kanalčka. Hitrost prenosa preko kanalčkov je okrog 1.000.000 ionov/s, so pa izmed vseh transporterjev najmanj selektivni. Preko kanalčka se poleg ionov prenašajo še H2O (preko vodne pore, ki je kanalček sestavljen iz kompleksa alfa proteinov) ali glicerol. Kanalčki so lahko napetostno odvisni (odprejo se zaradi gradientne razlike snovi, čemur pravimo kemijski gradient), ligandno odvisni (neka molekula ligand se veže na sintezno mesto na kanalskem proteinu in povzroči odprtje kanala, ki se ob sprotni razgradnji liganda zapre) ali mehansko odvisni. Pri ligandno odvisnih kanalčkih velja omeniti še, da se kanali pod preveliko koncentracijo ligandov (hipertonija liganda) samodejno zaprejo, saj bi dolgotrajnejše odprtje kanala energetsko iztrošilo celico.

## Prekomembranski transport
Različne molekule uporabljajo za prekomembranski transport različne mehanizme, ki jih v grobem delimo na tiste, ki ne porabljajo energije ATP (tako imenovani pasivni transport) in tiste, ki jo (aktivni transport).

### Pasivni transport
Glavni članek: Pasivni transport
Pasivni transport je način prenosa biokemijskih in drugih molekul prek celične membrane. Za razliko od aktivnega transporta ne porablja kemične energije in poteka le v smeri od večje koncentracije k manjši. Temelji na specifičnih nosilcih — transportnih beljakovinah v celični membrani, majhne in nepolarne molekule pa lahko potujejo prek celične membrane brez pomoči transportnih beljakovin po zakonitostih navadne difuzije.

### Aktivni transport
Glavni članek: Aktivni transport
Praviloma prenaša molekule nasproti koncentracijskemu gradientu, v smeri od nizke koncentracije proti večji. Ker je proces entropijsko neugoden, je stehiometrično sklopljen s hidrolizo ATP. Snov prehaja direktno skozi membrano s pomočjo posebnih struktur (molekulski izmenjevalci, prenašalci in črpalke)ki začasno vežejo atom/ion/molekulo nase.
Poznamo pa še drugačno vrsto prehajanja snovi v in iz celice, ki pa ni transport skozi membrano.
Zgleda sta
- endocitoza
- eksocitoza

Pri obeh so molekule zaprte v membranske vezikle, ki jih celica uvozi ali izvozi.

## Plazmoliza in deplazmoliza
Plazmoliza je odstop membrane od celične stene kot posledica krčenja vakuole zaradi oddajanja vode v hipertoničnem okolju (okolju z večjo koncentracijo raztopljene snovi).
Deplazmoliza je obraten proces od plazmolize, pri katerem celica v hipotoničnem okolju (okolju z manjšo koncentracijo raztopljene snovi) postopoma dobiva obliko.